# もののべながおき
もののべ ながおき（1916年（大正5年）1月1日 - 1996年（平成8年）12月15日）は、日本の数学者、市民運動家である。本名は物部長興（読み同じ）。

## 経歴・人物
東京府（現・東京都）に物部長穂の長男として生まれる。旧制麻布中学校、旧制第二高等学校を卒業後、東京帝国大学理学部数学科に入学し在学中は社会研究サークルに所属したが、社会運動に関与し二度の検挙を受けた。この影響もあり大学を中退し、第二次世界大戦後には共産党に入党するが、党中央委員会を批判した事により除名された。
ベトナム戦争の最中であった1967年（昭和42年）当時には、多摩地域において停戦運動団体「ベトナム反戦ちょうちんデモの会」を創設、その中心として活動した。

## 著書

### 自筆
- 『エネルギー』
- 『言葉と文字』

### 日本語訳
- 『数学おもちゃI・II・III』- 原作はソビエト連邦の数学者ボリス・コルディエムスキー（英語版）の著書。
- 『数の数学』- 原作はアメリカ合衆国の数学者リチャード・ベルマンの著書。
- 『たのしい代数』- 原作はロシア帝国の数学者ヤコブ・ペレルマンの著書。